# فرهنگ گنروکو

پرده زنبق اثر اوگاتا کورین

فرهنگ گنروکو (انگلیسی: Genroku culture) فرهنگ اوایل دوره ادو (۱۶۰۳–۱۸۶۷)، به ویژه دوران گنروکو (۱۶۸۸–۱۷۰۴) است. به عنوان دوره ای از نمایش‌های مجلل شناخته می‌شود که به‌طور فزاینده ای توسط طبقه در حال رشد و قدرتمند بازرگان حمایت می‌شد.

## هنر
به‌طور کلی احساس می‌شود که دوران گنروکو نقطه اوج فرهنگ دوره ادو است. دو هنرمند نماینده فرهنگ گنروکو هنرمندان سبک رینپا، اوگاتا کورین و هیساکاوا مورونوبو هستند که به عنوان بنیانگذار اوکی‌یوئه شناخته می‌شوند. اصطلاح «رینپا» (琳 派) ادغام آخرین هجای «کورین» است. توری‌ای کیونوبو اول یکی دیگر از هنرمندان اوکی‌یوئه بود.

## رمان و شعر
عناصر اصلی فرهنگ در حال ظهور بورژوازی در اوساکا و کیوتو، که در منطقه‌ای به نام کامیگاتا، اولین شکوفایی خود را نشان دادند. نمونه‌های آن بونراکو و کابوکی اثر چیکاماتسو مونزائمون،  اوکی‌یو-زوشی اثر ایهارا سایکاکو و مقاله‌های شعری و هایکو اثر ماتسوئو باشو بودند.